# Ateneu Científic, Literari i Artístic de Maó
L'Ateneu Científic, Literari i Artístic de Maó es troba en un edifici que dona a dos carrers i a la plaça Esplanada de dues plantes. Segueix un estil arquitectònic tradicional dels habitatges senyorials dels segles xviii i xix de Maó. Des del 1906 s'ha fet càrrec de la Revista de Menorca, que era publicada des del 1888.
A la primera planta s'hi troben el Saló d'Actes A. Victory Taltavull, el Museu d'Història Natural, la Sala Màrius Verdaguer, la Sala de Tertúlies Fernando Rubió i Tudurí, dues sales de biblioteca, la Sala Vives Llull, i altres dependències administratives. A la segona planta s'hi troben aules on s'imparteixen classes de pintura, dibuix, música i idiomes.
Fou constituït oficialment l'any 1905. En el seu s'hi crearen entitats com la Cambra de Comerç, la Cambra Agrícola, el Grup Filharmònic (1916), els primers centres illencs de puericultura i lluita antituberculosa, un orfeó i grups excursionistes i esportius, com la Unió Esportiva Maó.